# گرادنیتسا (استان گابرووو)
گرادنیتسا (به بلغاری: Gradnitsa) یک منطقهٔ مسکونی در بلغارستان است که در سولیوو واقع شده‌است.